# Посёлок номер 1
Посёлок номер 1 — деревня в Покровской сельской администрации Покровского сельского поселения Рыбинского района Ярославской области.

## География
Деревня расположена в 21 км к юго-западу города Рыбинска.

### Климат
Климат резко-континентальный с холодной зимой и жарким летом, с большими годовыми и суточными амплитудами температуры. Среднегодовая температура воздуха — 0,5°. Зима умеренно-суровая и продолжительная. Морозы доходят до 40°. Наблюдается зимняя инверсия температуры. Лето теплое, продолжается свыше двух месяцев. Безморозный период длится 92-136 дней; число дней с температурой 5° и более — 148. Снежный покров устанавливается в начале ноября и сходит к концу марта, в среднем имеет мощность 51 см.

### Часовой пояс
Деревня Посёлок номер 1, как и вся Ярославская область, находится в часовой зоне МСК (московское время). Смещение применяемого времени относительно UTC составляет +3:00.

## Население
| 2007 | 2010 |
| ---- | ---- |
| 1    | ↘0   |